# Кулаков, Виктор Евгеньевич
Виктор Евгеньевич Кулаков (8 июня 1944, Андижан — 16 июля 2019, Хмелита) — архитектор-реставратор, историк искусств, лауреат премии имени академика Лихачёва, премии Института «Открытое общество» «За подвижничество», Всероссийской литературной премии имени Александра Невского и др., член Союза архитекторов Москвы (1985). Автор проекта реставрации родовой усадьбы Грибоедовых «Хмелита» в Вяземском районе Смоленской области. Основатель и первый генеральный директор Государственного историко-культурного и природного музея-заповедника А.С. Грибоедова «Хмелита» (с 2018 - на пенсии). Заслуженный деятель искусств Российской Федерации (1998).

## Биография

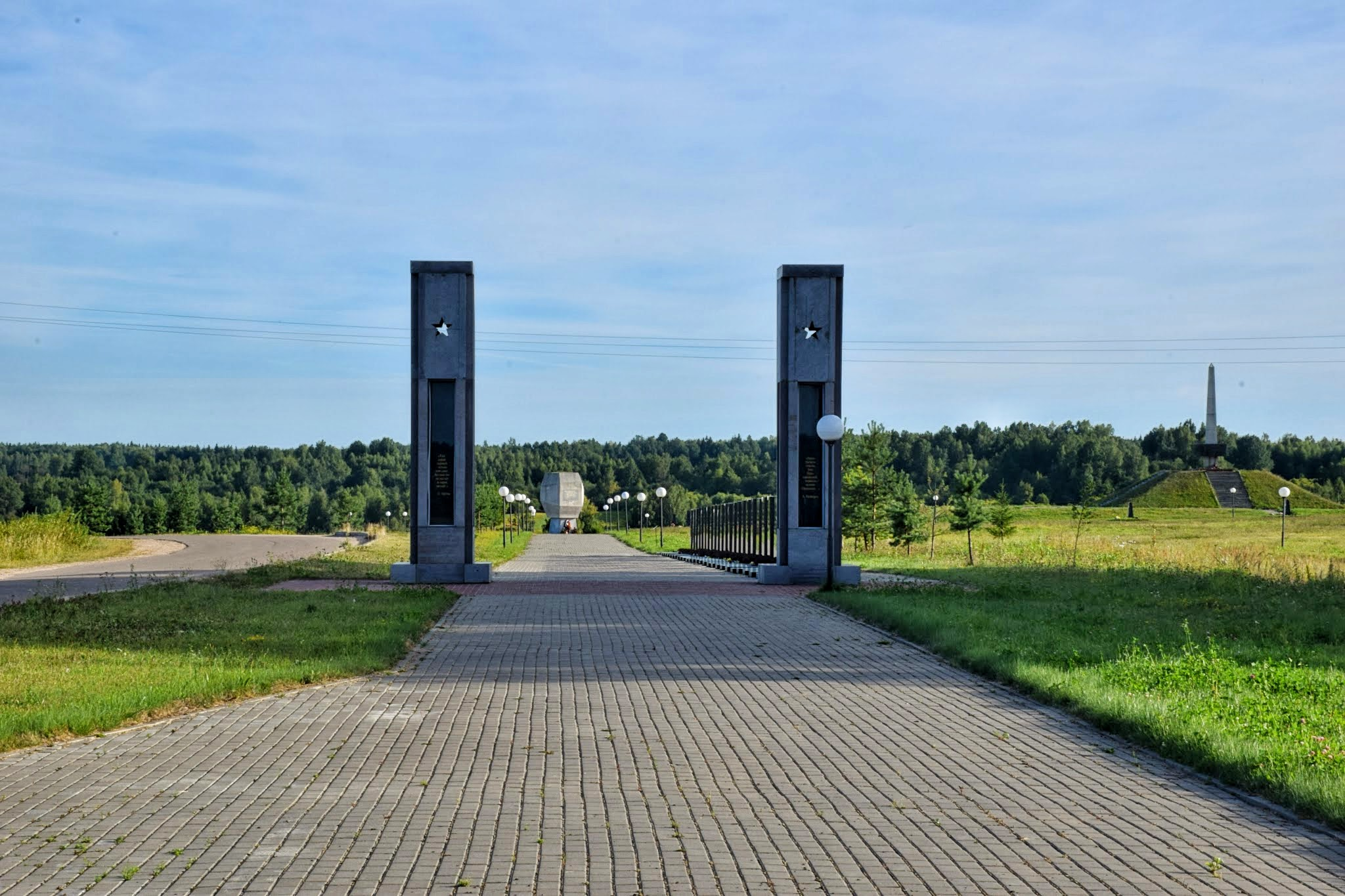
Мемориал памяти воинов Западного и Резервного фронтов «Богородицкое поле» близ села Богородицкое на месте прорыва окружённых частей Красной Армии из «Вяземского котла» в октябре 1941 года

Окончил в Москве среднюю школу (1962 г.) и автомобильно-дорожный техникум (1964 г.). Окончил Институт живописи, ваяния, архитектуры им. И.Е. Репина АХ СССР в Ленинграде (1980 г.). Ученик П.Д. Барановского.
С 1966 по 1988 гг. работал в «Моспроекте-3», мастерская № 7 — реставрация памятников архитектуры Москвы, в Центральной художественной реставрационной мастерской им. академика И.Э. Грабаря, в Институте «Росреставрация». Прошел путь от чертежника до главного архитектора проекта.
Из 19 проектов, внесенных в список творческих работ Кулакова, 11 связаны со Смоленщиной, в основном с Хмелитой.
В 1988 г. В.Е. Кулаков в качестве директора возглавил созданный им музей А.С. Грибоедова «Хмелита» в стенах отреставрированного по его проекту дворцово-паркового ансамбля в стиле елизаветинского барокко.  Возвращению к жизни этого уникального памятника русской усадебной культуры Кулаков посвятил несколько десятков лет. Восстановлены из руин на историческое время (середина XVIII - конец XVIII в.) главный дом-дворец, галерея, флигели, Казанская церковь, служебные здания, ограда, частично конюшня. В настоящее время в Хмелите находится единственный в России Государственный историко-культурный и природный музей-заповедник А.С. Грибоедова «Хмелита», являющийся научным центром по изучению жизни и творчества А.С. Грибоедова.
В январе 1992 г. по благословению митрополита Смоленского и Калининградского Кирилла было возобновлено Богослужение в храме Казанской иконы Божией Матери, восстановленном из руин и внутренне оборудованным В.Е. Кулаковым.
5 июля 2002 в одном из отреставрированных флигелей усадьбы «Хмелита» В.Е. Кулаковым был открыт первый в России Музей П.С. Нахимова.
Трудами и энтузиазмом генерального директора ГИКПМЗ «Хмелита» В.Е. Кулакова был создан военно-исторический мемориал памяти воинов Западного и Резервного фронтов «Богородицкое поле», посвященный трагедии 1941 года под Вязьмой,открытие которого состоялось 22 июня 2009.
В 2002 г.Кулакову В.Е. было присвоено звание "Почётный гражданин г.Вязьмы"

## Награды и звания
- Орден Почёта  (15 января 2010 года) — за заслуги в развитии отечественной культуры и искусства, многолетнюю плодотворную деятельность[2].
- Орден Дружбы (7 апреля 2004 года) — за многолетнюю плодотворную деятельность в области культуры и искусства[3].
- Заслуженный деятель искусств Российской Федерации (9 июля 1998 года) — за заслуги в области искусства[4].
- Премия Правительства Российской Федерации в области культуры (14 декабря 2006 года) — за реставрацию и музеефикацию усадьбы Грибоедовых «Хмелита»[5].